# Presură galbenă
Presura galbenă (Emberiza citrinella) este o pasăre parțial migratoare din familia emberizidelor (Emberizidae), ordinul paseriformelor (Passeriformes) care cuibărește în Europa și Rusia. Iarna unele populații migrează în sudul Europei, Turcia și ținuturile din jurul Mării Caspice. Se hrănește cu insecte, melcișori, semințe. Are o talie de 17 cm, cu spatele cafeniu-roșcat cu pete întunecate; capul, gâtul și abdomen au o culoare galben pătată, ciocul este cenușiu-albăstrui, conic, ascuțit la vârf și picioarele sunt cafenii deschis. În sezonul cald preferă ținuturile împădurite de șes și de deal, unde cuibărește. Iarna coboară în ținuturi joase, descoperite de câmp, unde apar și exemplare nordice.